# ثورة 1871 في جيجل والشمال القسنطيني
إن ثورة 1871 م في منطقة جيجل والشمال القسنطيني هي امتداد لثورتي المقراني والشيخ الحداد، قادها كل من الثائرين محمد بن فيالة والحسين بن احمد الملقب بـمولاي الشقفة، قام فيها الثوار بإلحاق ضرر كبير بالجيش الاستعماري والمعمرين، لكن المستعمر قضى عليها في وقت قصير وألقى القبض على قائديها.

## التحضير للثورة
بعد الانتصارات التي حققها عزيز بن الشيخ الحداد في مناطق الجنوب الجيجلي، خاصة المعركة التي قادها ضد شيوخ قبيلة بني فوغال من عائلة بن حبيلس، فر الكثير من الشيوخ والقياد الموالين للمستعمر ولجؤوا إلى مدينة جيجل للاحتماء بالقوات العسكرية الاستعمارية المتواجدة هناك، وبدأت القبائل تتمرد، منبهرة بقوة عزيز العسكرية، ومعلنة الولاء له.
أدرك عزيز بن الحداد أهمية هذه المناطق وضرورة نشر ثقافة المقاومة بها، وبدأ بالكتابة ومراسلة القبائل في كل مكان وحثهم على الجهاد. إلى الميلية، إلى القل وفرجيوة وغيرهم، كانت رسائله نابعة من روح عقائدية، محدثا فيها عن انتصاراته وضعف الفرنسيين وعدم مقدرتهم على مواجهته وحماية من يواليهم، وكان في نفس الوقت يغازل القياد والشيوخ ممن لهم النفوذ والسلطة طالبا منهم المبايعة فيضمنوا مناصبهم وممتلكاتهم.
في أواخر شهر ماي سنة 1871 م، كان عزيز بن الحداد معسكرا بجيشه في منطقة بن ياجيس جنوب جيجل، حيث كان ينتظر ردودا على رسائله التي بعث بها إلى شيوخ القبائل، لكن وبسبب عدم تلق إجابات على بعض رسائله قرر البدء في مهاجمة حصون المتعاوننين مع الفرنسيين من شيوخ القبائل، وتوجه يوم الخميس 1 جوان بجيشه إلى برج القايد بن منية في تاكسنة وأحرقه وصادر بعض ممتلكاته.
في اليوم الموالي أي الجمعة 2 جوان وبسبب رسالة مفاجئة غادر عزيز منطقة جيجل متوجها جنوبا نحو عموشة، تاركا قيادة العمليات العسكرية لثلاثة من مساعديه هم المقدم القريشي بن سيدي سعدون، عمر بن عرعور والطيب بن مبارك بوالديس. في هذا الوقت كان جميع القياد النظاميين متواجدين في مدينة جيجل باستثناء ثلاثة منهم، محمد بوعرعور وقايدا اولاد عسكر وبني يدر.

## حصار مدينة جيجل
في يوم الأربعاء 7 جوان 1871 م، التحق القريشي وثلة من مرافقيه أمثال الهاشمي بن سي العربي بن امقران من سلمى، محمد بن سريج وولديه مختار ومدني، براهم بن بوصوفة من العوانة، أحمد بن علي بن شكيرو وغيرهم بالمقدم عمر بن أمقران من بني سغوال في بجاية ونزلوا نحو شاطئ البحر وأضرموا النار في برج القايد صالح بن بوسديرة وطاحونة المعمر موريل الواقعة على بعد حوالى ستة كيلومترات من مدينة جيجل، هذه الأخيرة التي كانت وجهتهم التالية. من جهة أخرى بقيت فرقة منهم عند واد جن جن لتحمي ظهورهم وعلى خوف من قبيلتي بني يدر وبني حبيبي اللتين لا تزالان متحفظتان من الثورة.
لما كان القريشي ومن معه في طريقه إلى مدينة جيجل، وعلى بعد حوالى كيلومترين منها وجدوا أن الطريق قد قطع عليهم من طرف فرقة من الجيش الاستعماري، حيث دار بينهما تبادل لإطلاق النار مدة أربع ساعات متواصلة، هذا وقد حالت ضربات المدفعية الاستعمارية دون تقدم القريشي نحو المدينة، وتقول التقارير أنه قد تكبد بعض الخسائر في هذه المعركة.
يوم الجمعة 9 جوان 1871 م، عاود القريشي محاولته الهجوم على مدينة جيجل انطلاقا من المرتفعات الغربية، لكن فشلت هذه المحاولة كذلك بسبب كثافة ضربات المدفعية الفرنسية التي لم تتوقف من السابعة صباحا وحتى الواحدة ظهرا، وقتل نحو أربعين فردا من المجاهدين، وأصيب العديد منهم بجروح، وكان من بينهم القريشي نفسه الذي أصيب في كتفه إصابة خفيفة. بعد يومين أي في يوم 11 جوان أعاد المجاهدون الكرة مرة ثالثة، لكن من نقاط عديدة وفي نفس الوقت حتى يتمكنوا من تشتيت وإرباك الجيش الفرنسي المرابط داخل أسوار المدينة، وكان هدفهم الأساسي تخريب خزان الماء الواقع على بعد 400 متر جنوبا وقناته الرئيسية الممولة للمدينة، وككل مرة تصدى الجيش الفرنسي لهذه المحاولة بقيادة العقيد بيهيك وفرقتين من الزواويين حيث استشهد 56 مجاهدا وأصيب العشرات.
بعد هذه المحاولات الفاشلة للهجوم على مدينة جيجل قرر القريشي وعمر بن أمقران تدعيم جيشهما بزيادة عدد أفراده وتحسين عتاده، فقاما ببعض الغزوات على بعض القبائل المجاورة التي لم تعلن ولاءها للثورة. في حين بقي عمر بوعرعور على رأس حوالى خمس مائة مقاتل محاصرين مدينة جيجل، حيث كانت تنشأ بينهم وبين الجنود الفرنسيين مناوشات وتبادل لإطلاق النار من حين لآخر.